# Wasserschloss Mitwitz

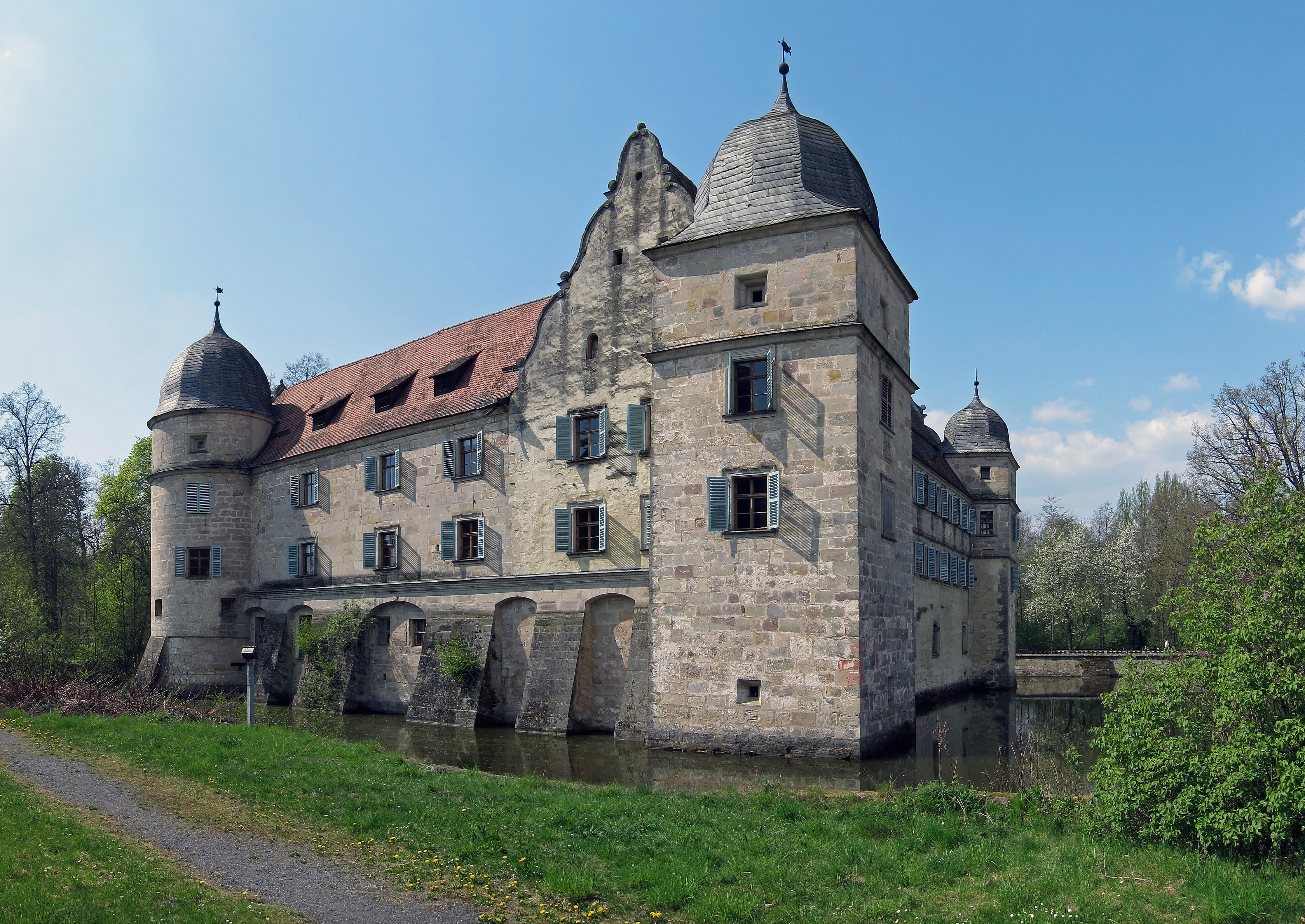
Wasserschloss Mitwitz, Ostseite

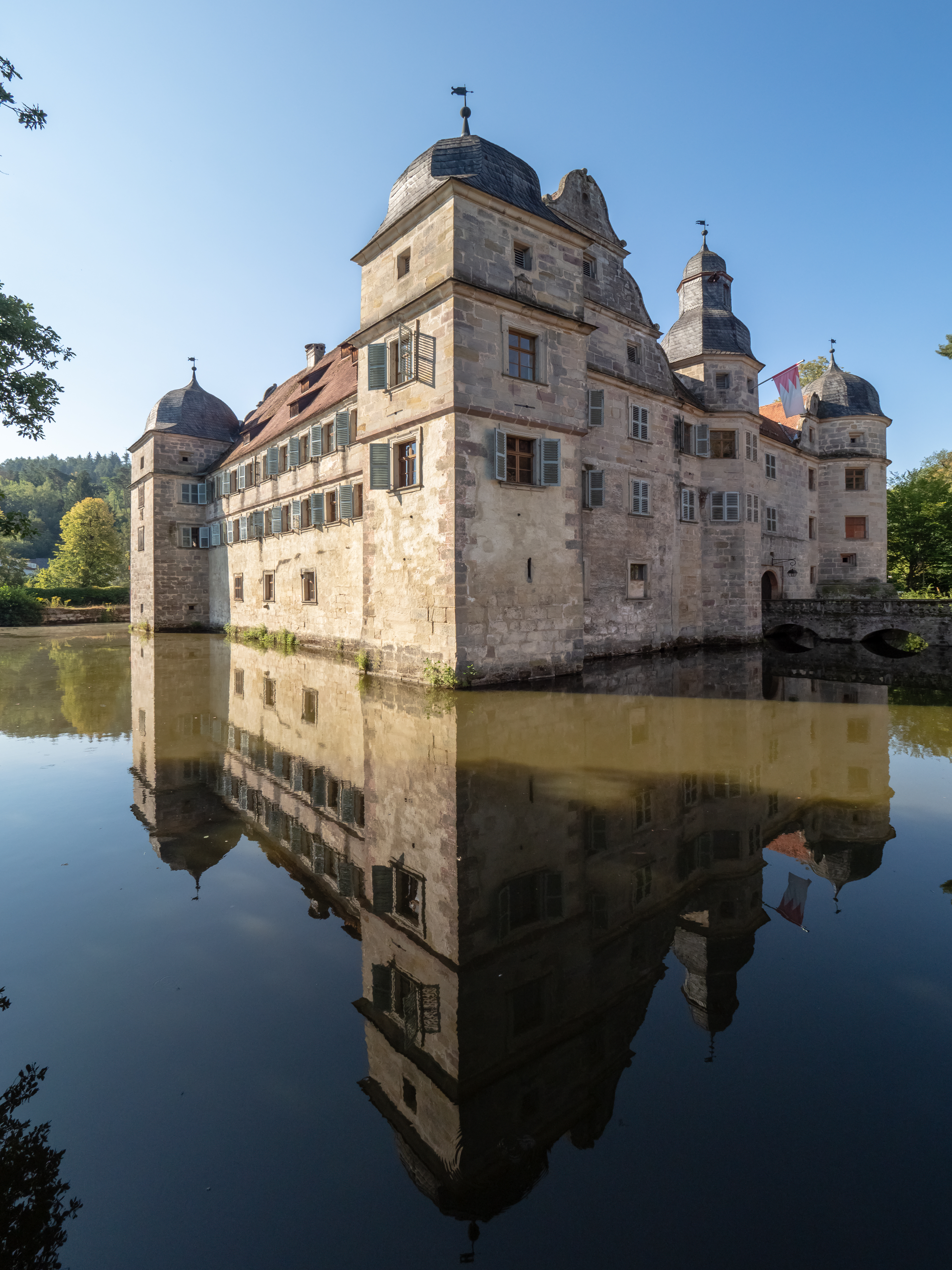
Nord-West-Seite des Wasserschlosses Mitwitz

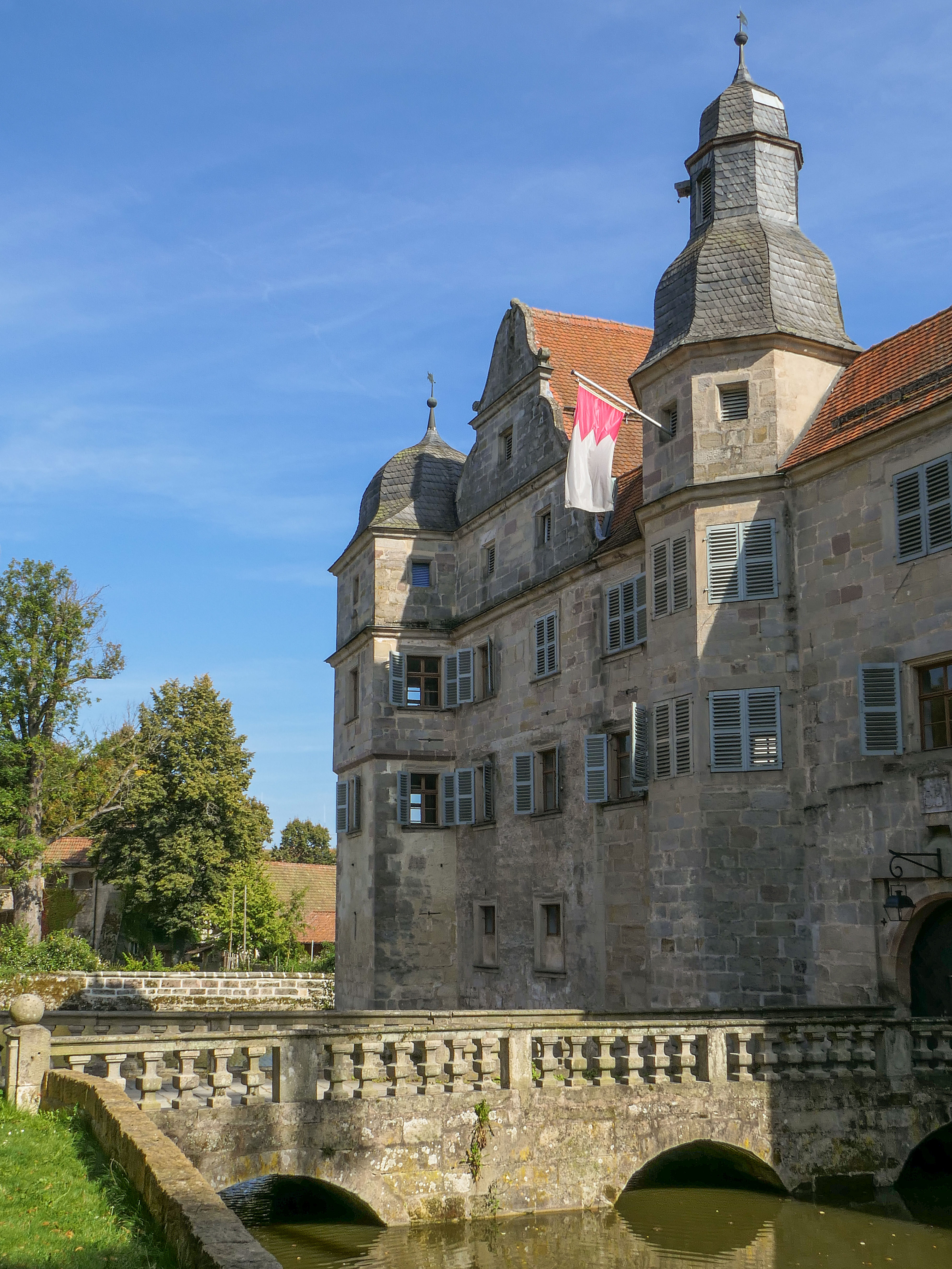
Brücke zum Tor an der Nordseite des Schlosses

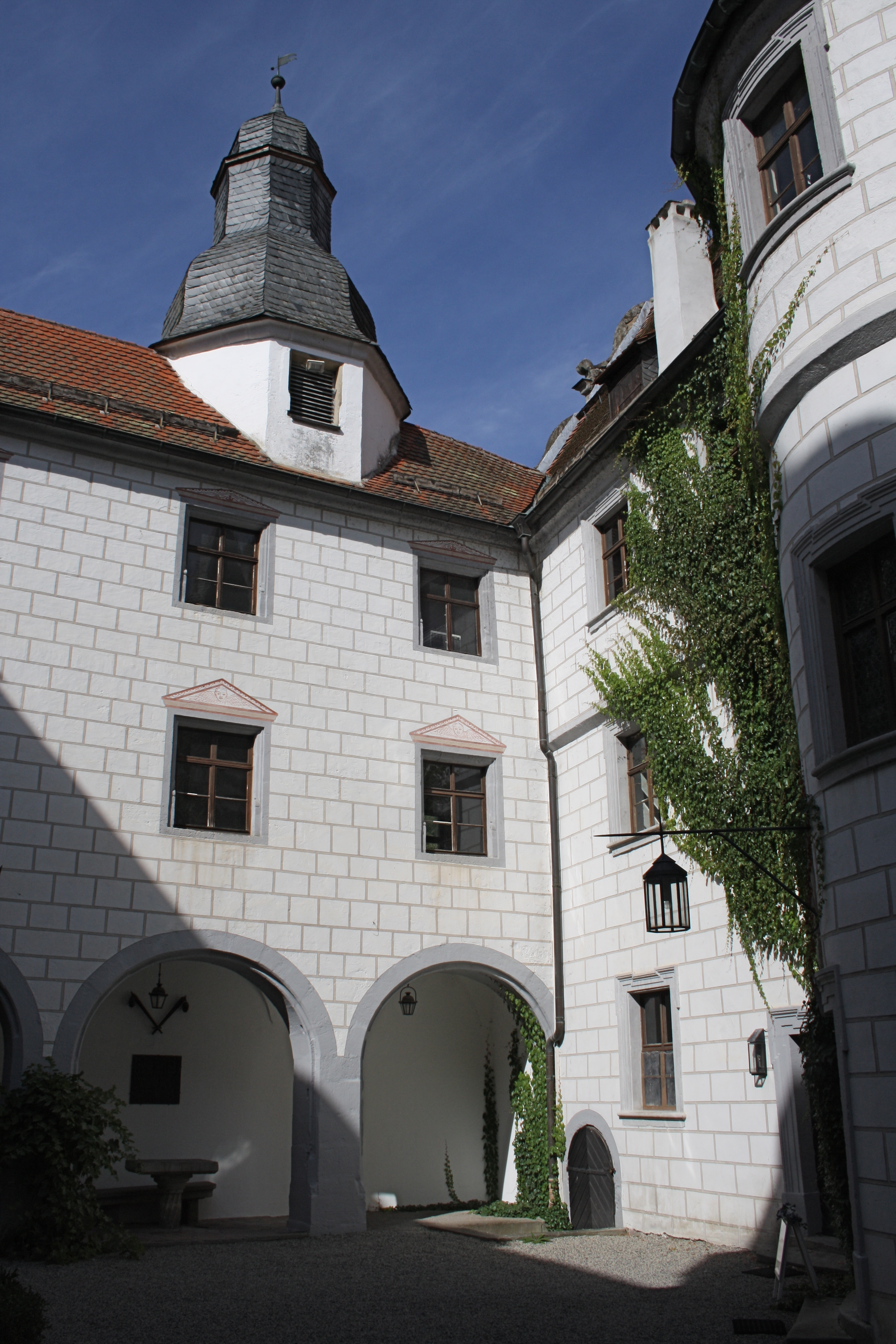
Innenhof

Das Wasserschloss Mitwitz steht in der Marktgemeinde Mitwitz zwischen Coburg und Kronach im Steinachgrund an der Mündung der Föritz in die Steinach.

## Geschichte

### Einstiger Besitz derer von Schaumburg sowie von Rosenau
Das Wasserschloss Mitwitz wurde 1266 erstmals urkundlich erwähnt. Es gehörte damals als bambergisches Lehen den Freiherren von Schaumberg. Die Untergeschosse des Nordflügels sowie der nördliche Eckturm existierten damals schon.
1425 wurden die in der Umgebung reich begüterten ritterlichen Herren von Rosenau Eigentümer des Schlosses. Abkömmlinge der Familie bildeten ein Coburger Münzmeistergeschlecht, die neue Besitzer des Schlosses und Dorfes Mitwitz wurden.

### Besitz derer von Würtzburg sowie von Cramer-Klett
Im Deutschen Bauernkrieg wurde das Schloss geplündert und durch einen Brand im Jahr 1525 teilweise zerstört. In den folgenden Jahren konnte es nur notdürftig instand gesetzt werden, ehe es 1575 Hieronymus von Würtzburg erwarb. Ende des 16. Jahrhunderts ließ Hans Veit I. von Würtzburg aus dem gleichnamigen Adelsgeschlecht derer von Würtzburg das Schloss wieder aufbauen und zu seiner heutigen äußeren Gestalt erweitern. Er beauftragte dafür den Baumeister Daniel Engelhardt, der zuvor den Ausbau der Festung Rosenberg in Kronach geplant hatte. Bis zum Tod von Ludwig Freiherr von Würtzburg im Alter von 77 Jahren im Jahre 1922 war die Anlage im Besitz der Freiherren von Würtzburg. Da seine Tochter Annie von Würtzburg im Jahre 1903 Theodor von Cramer-Klett junior, Sohn des Industriellen Theodor von Cramer-Klett, geheiratet hatte, ging das Schloss in das Eigentum der Familie von Cramer-Klett über. Ende des Zweiten Weltkrieges war die Frankfurter Stadtbibliothek im Mitwitzer Wasserschloss ausgelagert.

### Landkreis Kronach und heutiges Nutzungsrecht
In den Jahren 1977 bis 1989 sanierte der Landkreis Kronach das Schloss und erhielt dafür ein 99-jähriges Nutzungsrecht. Im Schloss befindet sich die Ökologische Bildungsstätte Oberfranken und die Imkerschule Oberfranken mit einem kleinen Imkereimuseum, das besichtigt werden kann. Heute werden das Schloss und der angrenzende Park regelmäßig für kulturelle Veranstaltungen, Märkte und Feste genutzt. Von Mai bis September werden Schlossführungen durchgeführt. Im und um das Schloss fanden im Sommer 2014 die Dreharbeiten für den Märchenfilm Die drei Federn statt. Mit einem im Dezember 2019 unterzeichneten Kaufvertrag erwarb der Landkreis Kronach das Schloss zum Jahresbeginn 2020 von der Familie Cramer-Klett.

### Kernschloss
Das Renaissance-Wasserschloss, umgeben von einem Wassergraben, ist ein dreigeschossiger Vierflügelbau mit Satteldächern und vier Ecktürmen. Es beherbergt in seinem Inneren einige Sehenswürdigkeiten. Im Innenhof des Kernschlosses steht ein Neptunbrunnen aus dem 18. Jahrhundert und eine Kopie der von Pankraz Wagner zwischen 1572 und 1577 geschaffenen Sandsteinstatue Der fränkische Ritter (Original auf dem Stadtbrunnen von Weismain). Im Westflügel befindet sich die Schlosskapelle. In den Obergeschossen stehen in verschiedenen Zimmern viele originale Einrichtungsgegenstände aus der Zeit vom 16. bis zum 20. Jahrhundert. Das Spiegelzimmer ist mit einem Gemäldezyklus von 1755, der Georg Anton Urlaub zugeschrieben wird, ausgestattet.

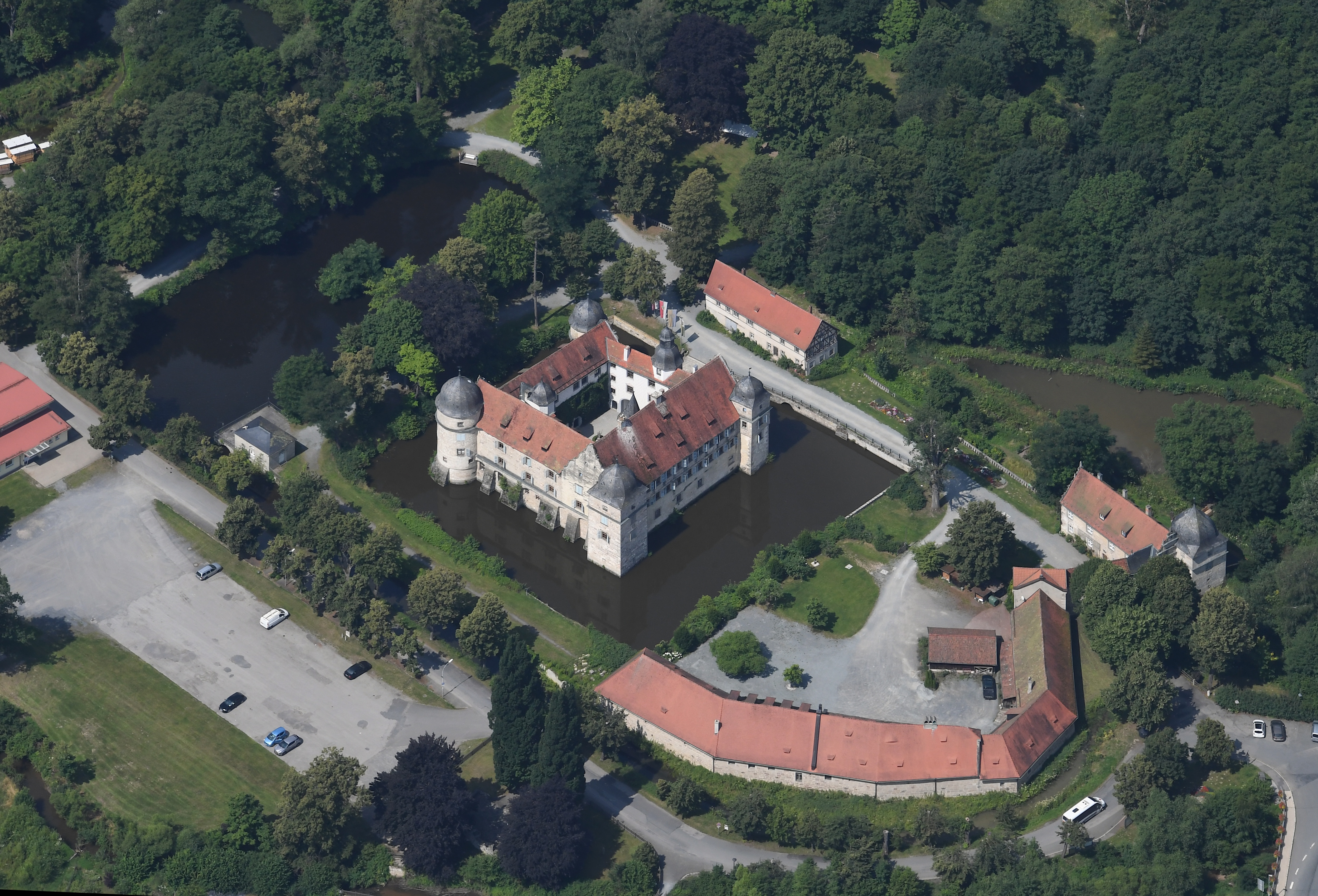
Luftbild des Wasserschlosses Mitwitz einschließlich des Wassergrabens
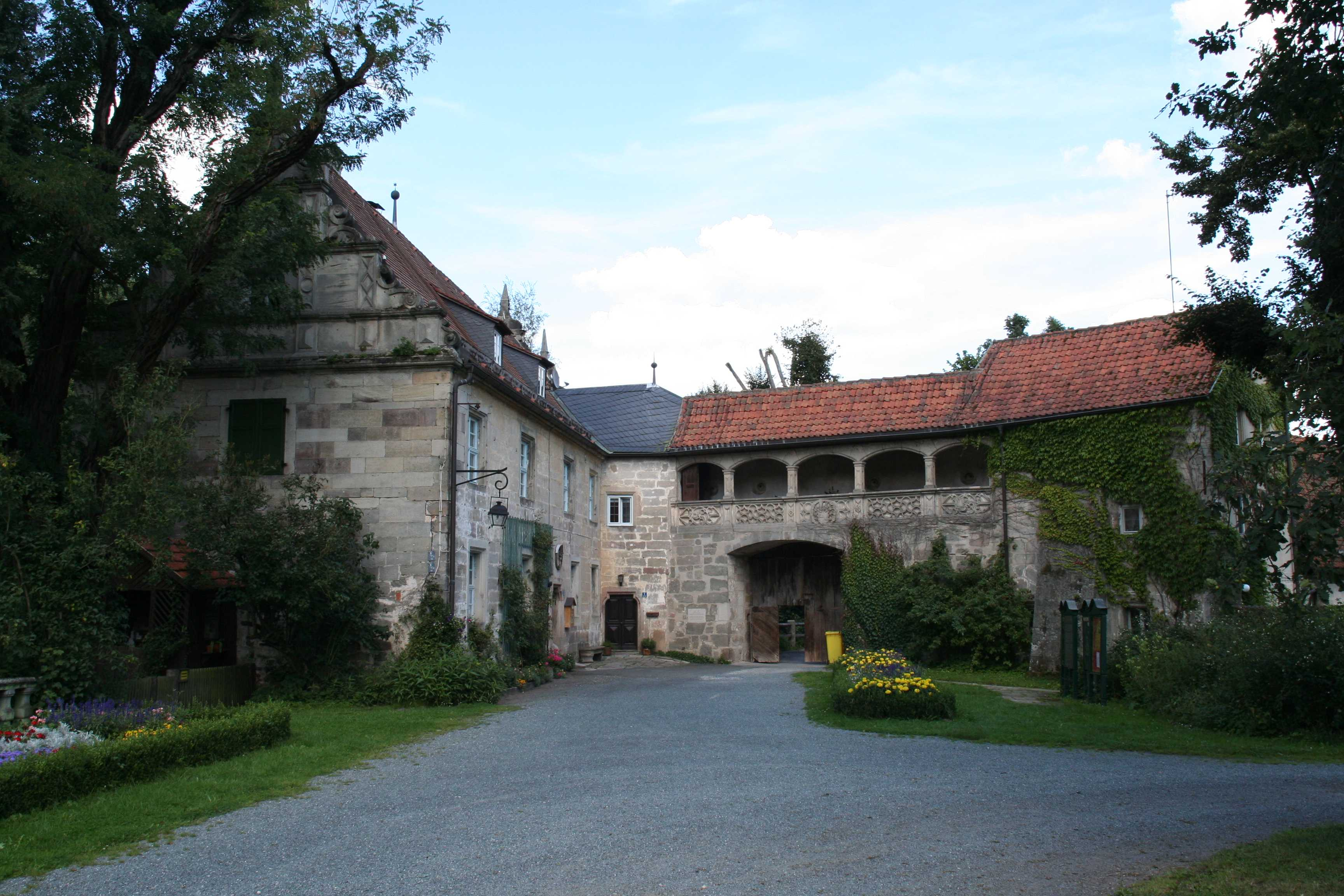
Torbau des Wasserschlosses Mitwitz
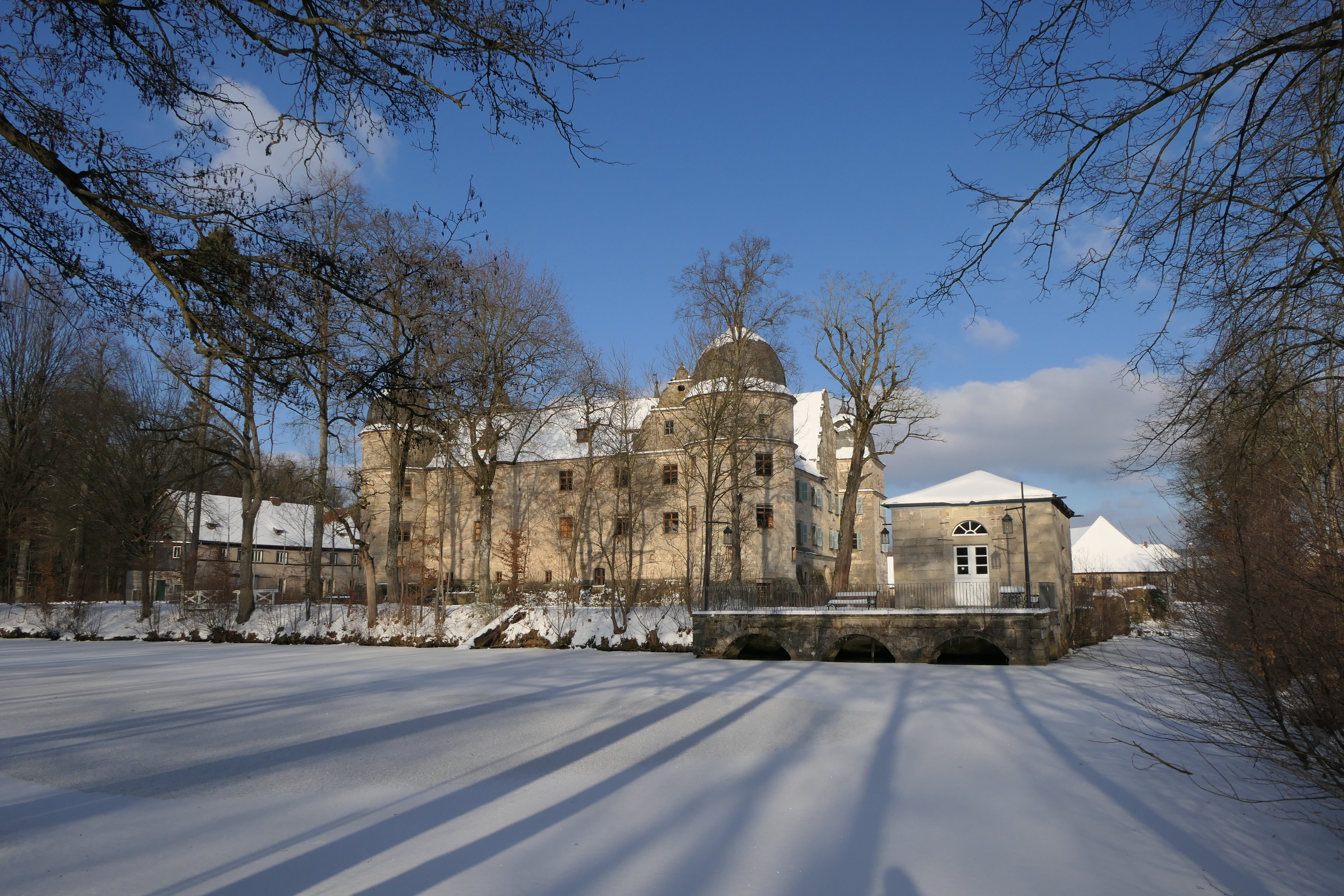
Südwestseite des Schlosses mit Teehaus